# 赧王
赧王（たんおう）は、周朝の第37代の王。慎靚王の子。在位期間は59年であり、周朝における最長在位の君主であった。『竹書紀年』によると、諡号は隠王。
在位中は周王室の影響力はわずかに王畿（現在の洛陽附近）に限定されるようになっていた。
周王室も桓公掲（貞定王の末子）を始祖とする西周公と恵公班（西周威公の末子）を始祖とする東周君の勢力に分裂しており、赧王は西周の武公を頼って西周の河南（王城）に遷都した。祖父の顕王の時代より秦の勢力が急速に拡大しており、諸々の政策でも周の勢力挽回は成功しなかった。
紀元前307年、秦が韓の宜陽を攻撃すると、赧王は宜陽を救援するために出兵した。
紀元前256年、秦の将軍摎の攻撃を受けて、西周の文公がその領土を秦に献上した。このため赧王は秦の保護下に入り、まもなく崩御した。秦は九鼎を移し、王畿を占拠することで周は滅亡することとなった。
子孫の有無は不詳。
なお、「赧」は「顔を赤らめて恥じ入る」という意味である。